# Face the Shadow
Chansons représentant l'Arménie au Concours Eurovision de la chanson
Not Alone
(2014) LoveWave
(2016)
Face the Shadow (en français « Affronte l'ombre ») est la chanson de Genealogy qui représente l'Arménie au Concours Eurovision de la chanson 2015 à Vienne.
Le 19 mai 2015, lors de la 1re demi-finale, elle termine à la 7e place avec 77 points et est qualifiée pour la finale le 23 mai 2015, au cours de laquelle elle termine à la 16e place avec 34 points.